# Kudjape
Kudjape (Duits: Kudjapäh) is een plaats in de Estlandse gemeente Saaremaa, provincie Saaremaa. De plaats heeft de status van vlek (Estisch: alevik).
Tot in december 2014 behoorde Kudjape tot de gemeente Kaarma, tot in oktober 2017 tot de gemeente Lääne-Saare en sindsdien tot de fusiegemeente Saaremaa.

## Bevolking
De plaats had 574 inwoners op 31 december 2011 en 653 inwoners op 31 december 2021.

## Ligging
Kudjape ligt aan de zuidkust van het eiland Saaremaa, naast de stad Kuressaare. Langs de westgrens van Kudjape lopen de wegen Põhimaantee 10 en Tugimaantee 76.
Het kerkhof van Kuressaare ligt op het grondgebied van Kudjape. Op het kerkhof liggen zowel Russische als Duitse soldaten begraven die tijdens de Tweede Wereldoorlog op het eiland zijn gesneuveld. De Duitse graven worden onderhouden door de Volksbund Deutsche Kriegsgräberfürsorge. Het kerkhof is een beschermd monument.

## Geschiedenis
Kudjape werd voor het eerst genoemd in 1560 als boerderij onder de naam Kudiepäh. In de 17e eeuw werd een landgoed Kudjapäh gesticht. In de jaren twintig van de 20e eeuw ontstond een nederzetting op het grondgebied van het voormalige landgoed, die in 1977 de naam Kuressaare küla (‘dorp Kuressaare’) kreeg (de stad Kuressaare heette in die tijd Kingissepa). In 1997 werd het dorp hernoemd in Kudjape. In 2009 kreeg Kudjape de status van vlek (alevik).

## Foto's

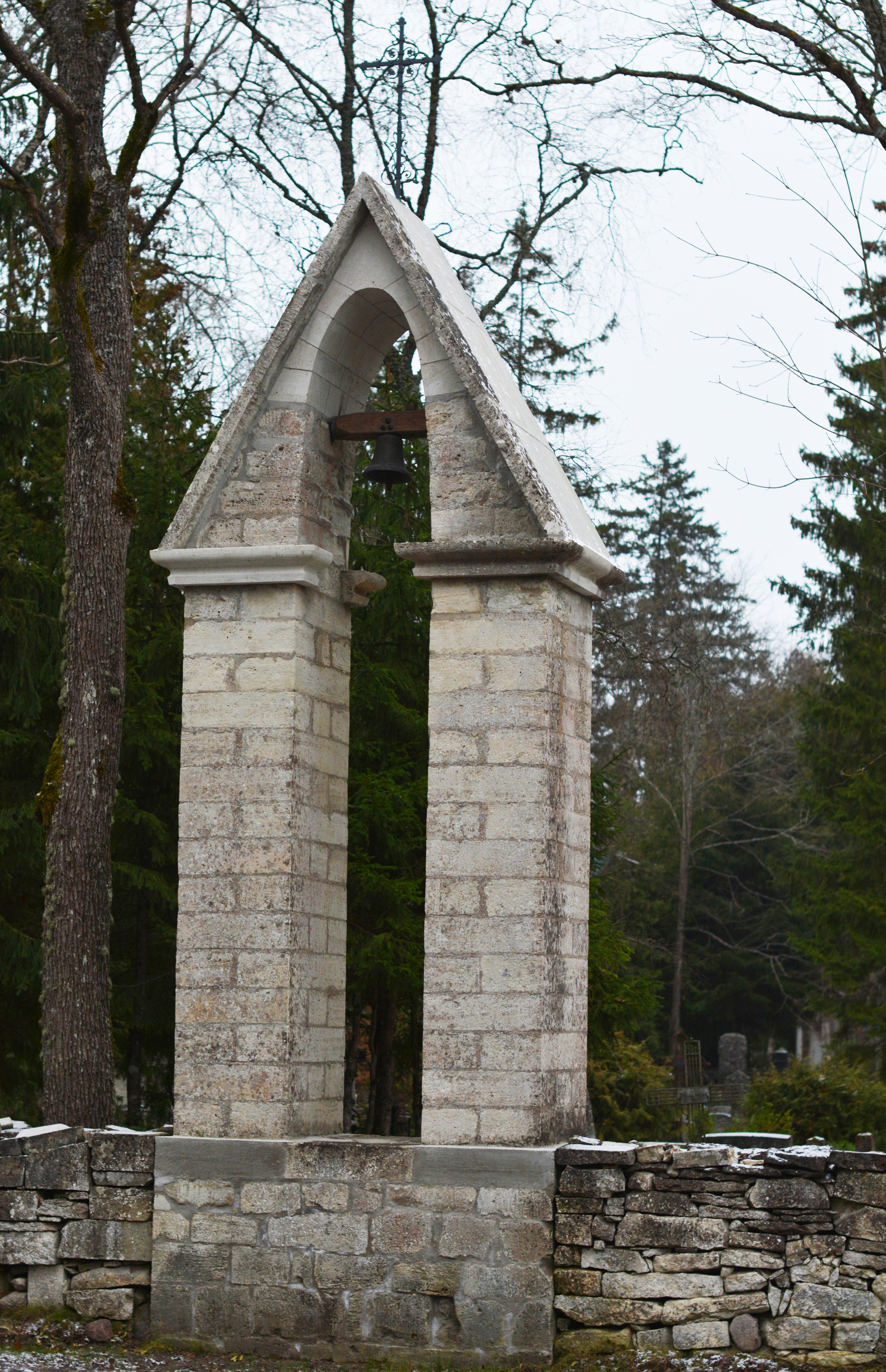
Klokkentoren op het kerkhof
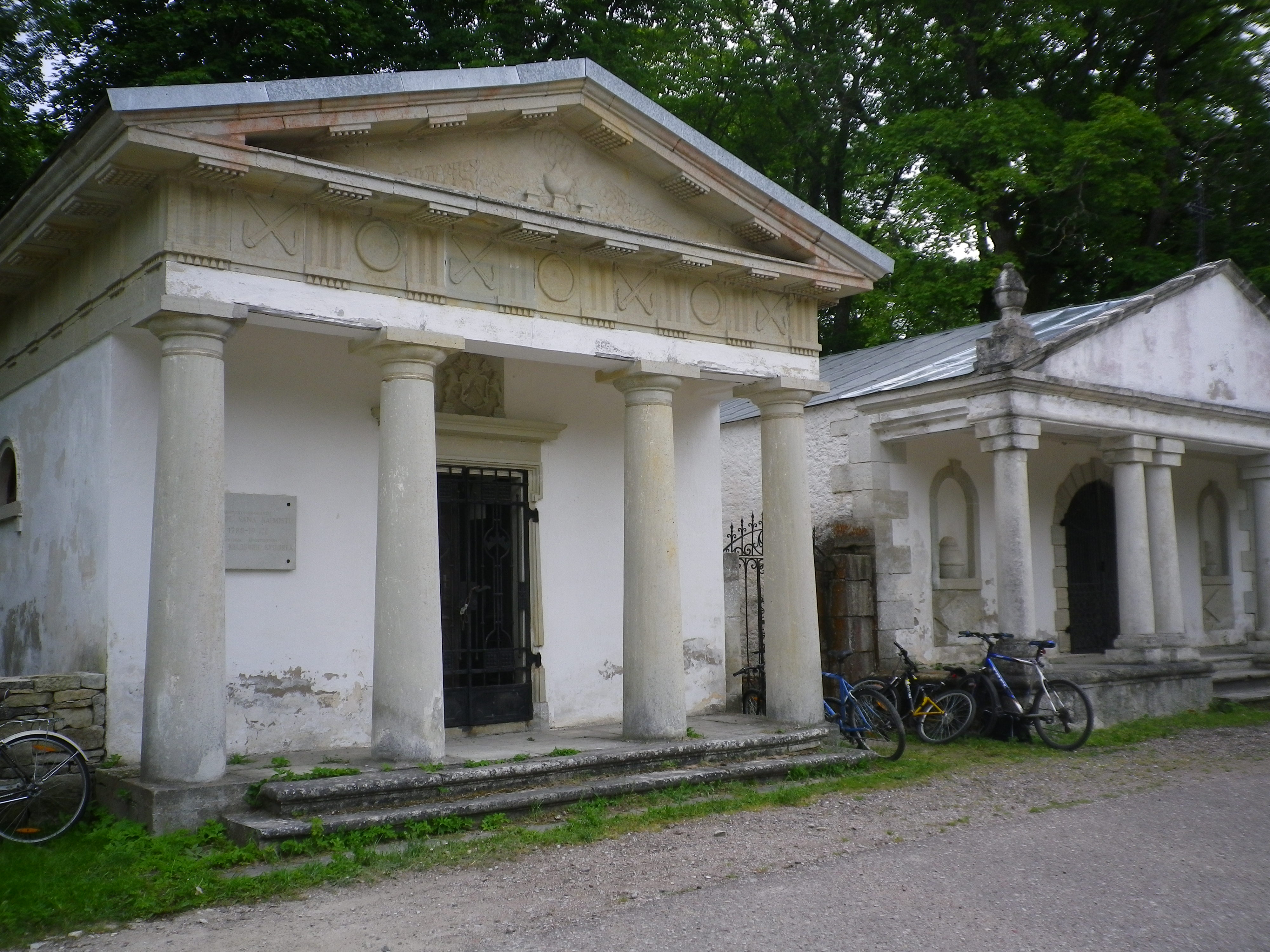
Kapel voor de familie von Buxhoevden
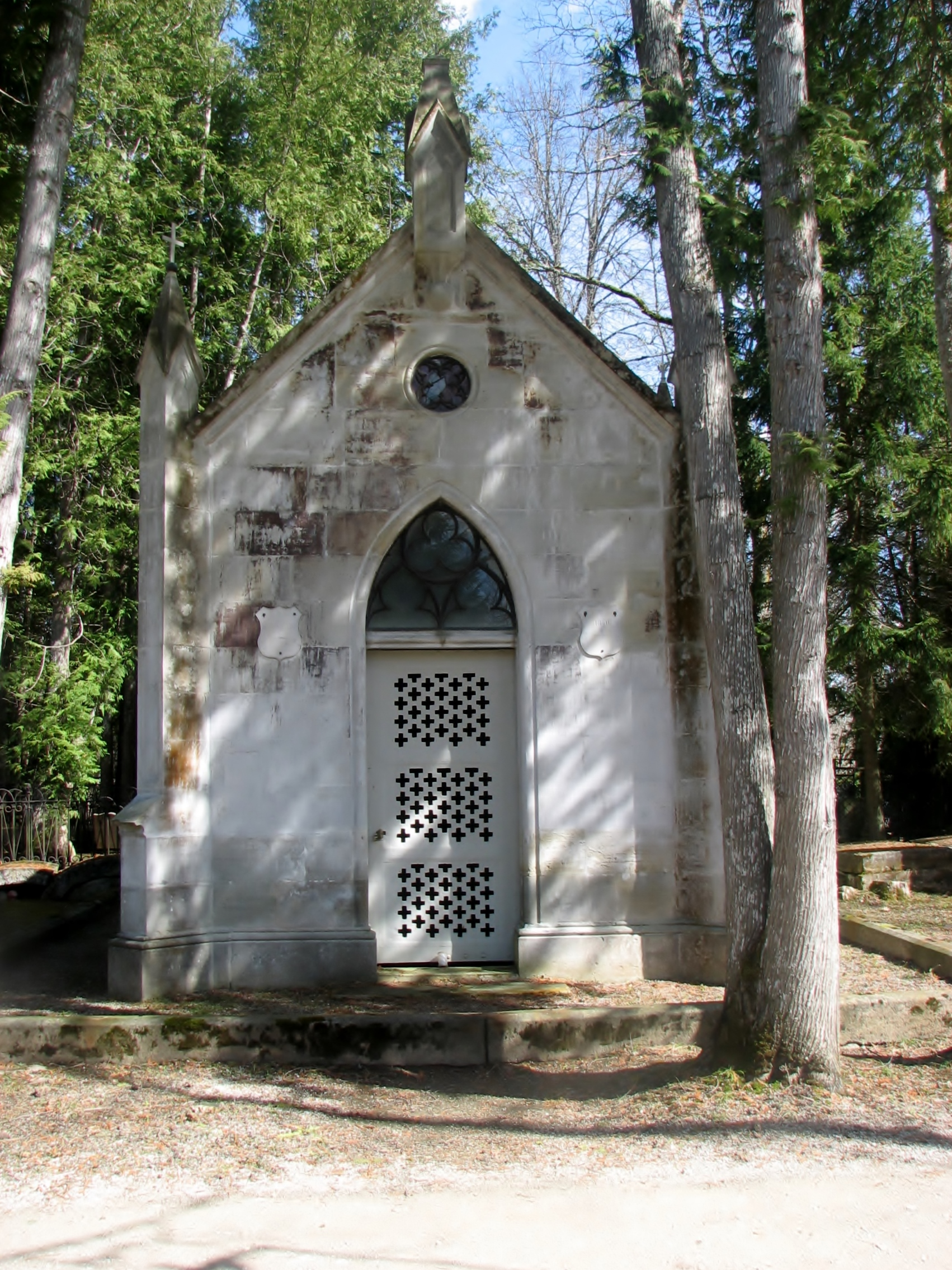
Kapel voor de familie Grosswald
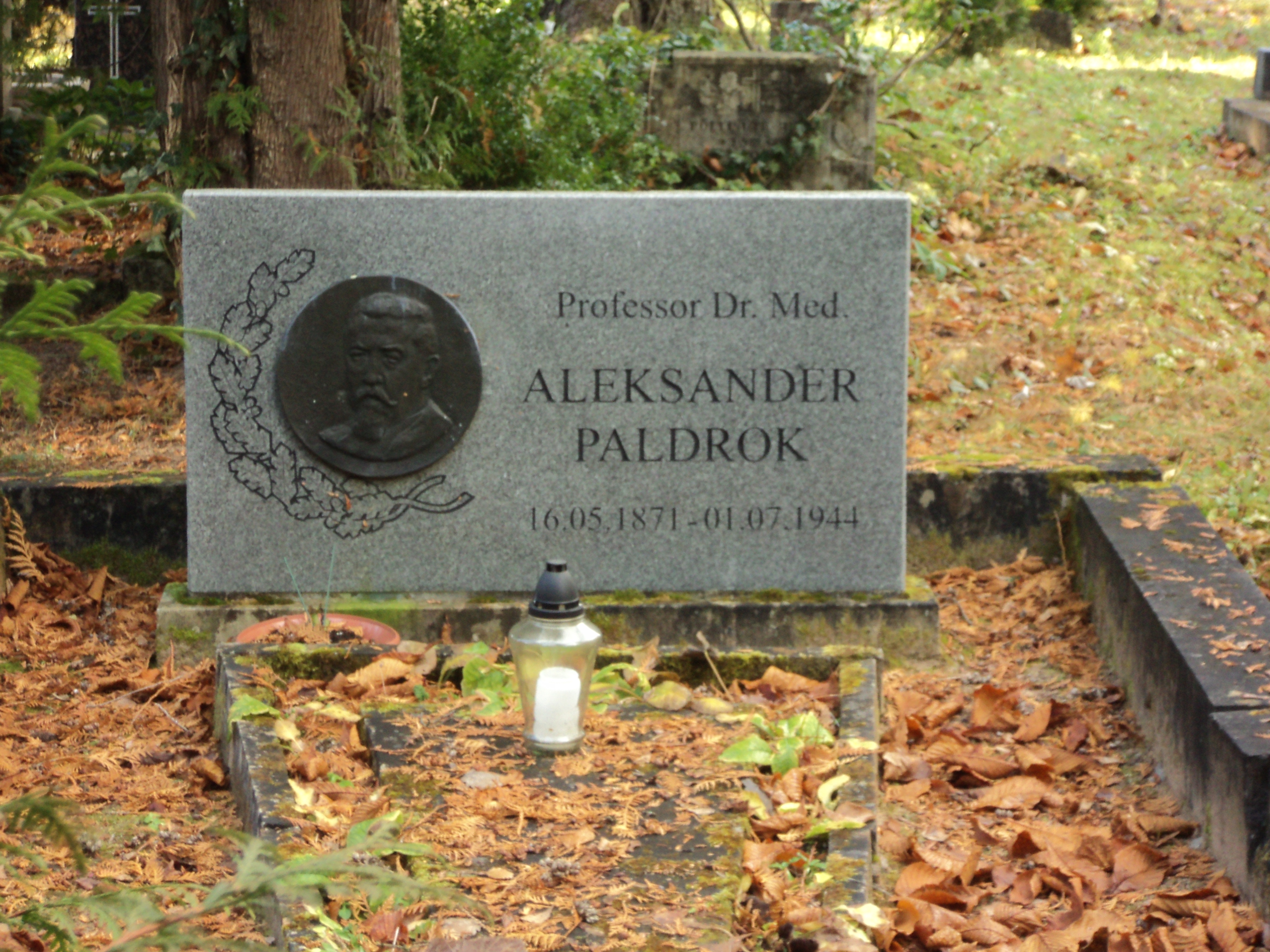
Graf van Aleksander Paldrok, hoogleraar in de geneeskunde
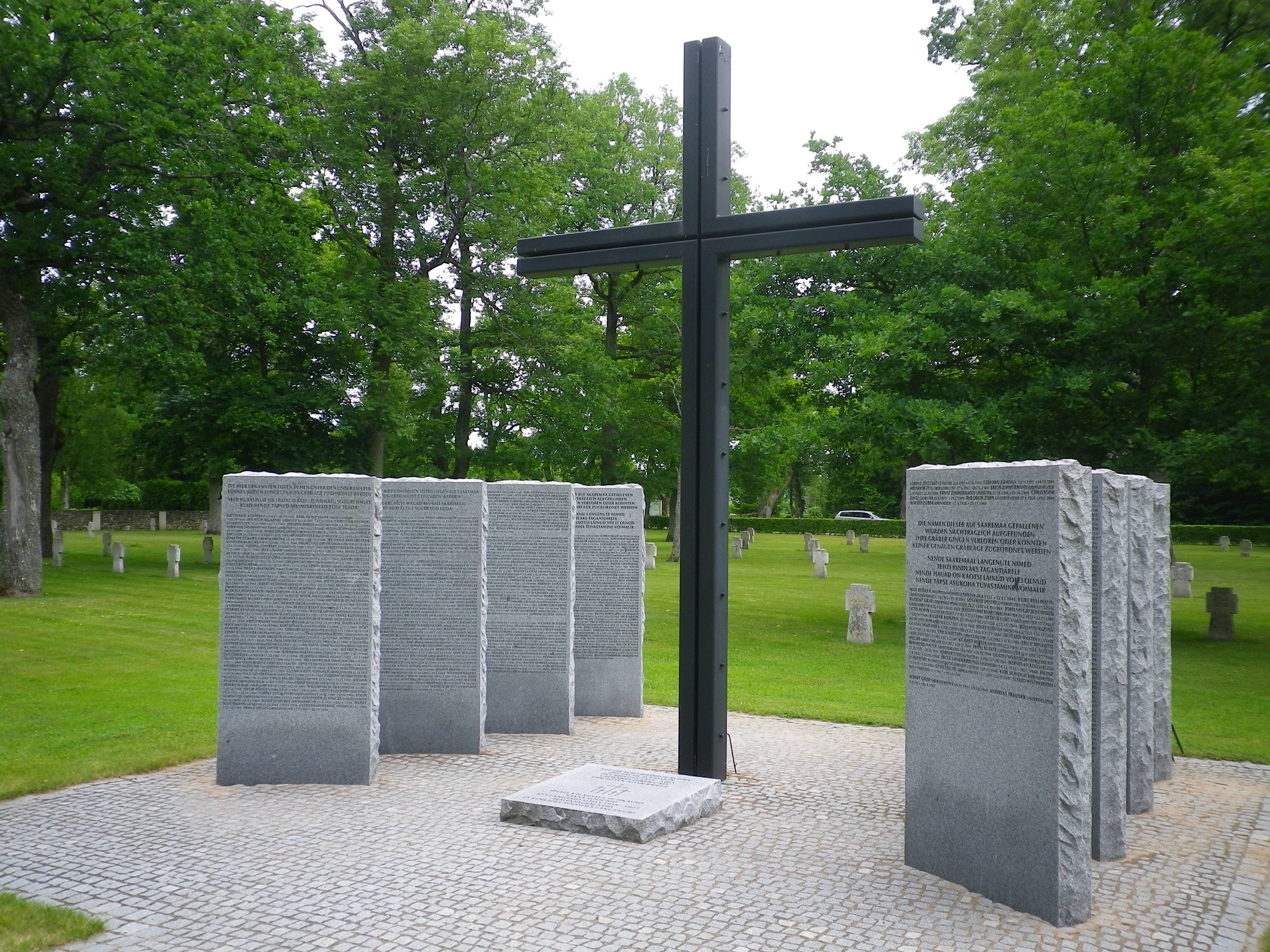
Monument voor de gesneuvelde Duitse soldaten